# 開脫禮
開脫禮(ייבום וחליצה)是希伯來聖經规定了一種夫兄弟婚的婚姻制度。當一個男子死亡，這位寡婦必須嫁給他的兄弟之一。但行过开脱礼后，这个嫂子可以自由选择配偶，而不用嫁给丈夫的兄弟。